# Graham Edwards
Graham Edwards (né en 1965) est un écrivain anglais de romans de fantasy. Ses livres les plus populaires mettent généralement en scène des dragons parmi les personnages principaux.
Né dans le Somerset et élevé à Bournemouth, Edwards étudie l'art et le design. Il entame une carrière de designer graphique et d'animateur avant de se lancer dans l'écriture dans les années 1990. Artiste accompli, il inclut fréquemment ses propres illustrations dans ses romans. Edwards vit désormais à Nottingham avec sa femme et ses deux enfants.